# Myriniaceae
Myriniaceae, porodica prvih mahovina u redu Hypnales. Tri roda uključena su u porodicu. Ime porodice dolazi po rodu Myrinia, danas uključenom u porodicu Fabroniaceae.

## Rodovi
1. Helicodontium (Mitt.) A. Jaeger
2. Juratzkaeella W.R. Buck
3. Nematocladia W.R. Buck